# سن-پاسکال، کبک
سن-پاسکال (به فرانسوی: Saint-Pascal) شهرکی در منطقه شهری کاموراسکا ناحیه با-سن-لوران در استان کبک کانادا است. در سرشماری سال ۲۰۱۱ این شهرک ۳٬۶۰۸ نفر جمعیت داشته‌است و مساحت آن ۵۷٫۷۵ کیلومتر مربع است.